# NGC 1710
NGC 1710 è una galassia lenticolare (o ellittica) situata nella costellazione della Lepre, a una distanza di circa 243 milioni di anni luce dalla nostra Via Lattea.

## Scoperta
La galassia è stata scoperta il 14 novembre 1885 dall'astronomo statunitense Francis Leavenworth. Il 9 dicembre 1896, la galassia è stata nuovamente osservata dall'astronomo francese Guillaume Bigourdan e la sua descrizione è stata in seguito inserita nell'Index Catalogue con la designazione IC 2108.